# Вімеркате
Вімеркате (італ. Vimercate) — муніципалітет в Італії, у регіоні Ломбардія,  провінція Монца і Бріанца.
Вімеркате розташоване на відстані близько 490 км на північний захід від Рима, 22 км на північний схід від Мілана, 9 км на північний схід від Монци.
Населення — 25 839 осіб (2014).
Щорічний фестиваль відбувається 3 серпня. Покровитель — святий Степан.

## Демографія
Населення за роками:

Станом на 1 січня 2023 року в муніципалітеті офіційно проживали 2424 іноземці з 89 країн, серед них 599 громадян країн Євросоюзу та 161 громадянин України.

## Сусідні муніципалітети
- Аграте-Бріанца
- Аркоре
- Беллуско
- Бернареджо
- Бураго-ді-Мольгора
- Карнате
- Конкореццо
- Орнаго
- Сульб'яте
- Узмате-Велате